# Nick Rahall

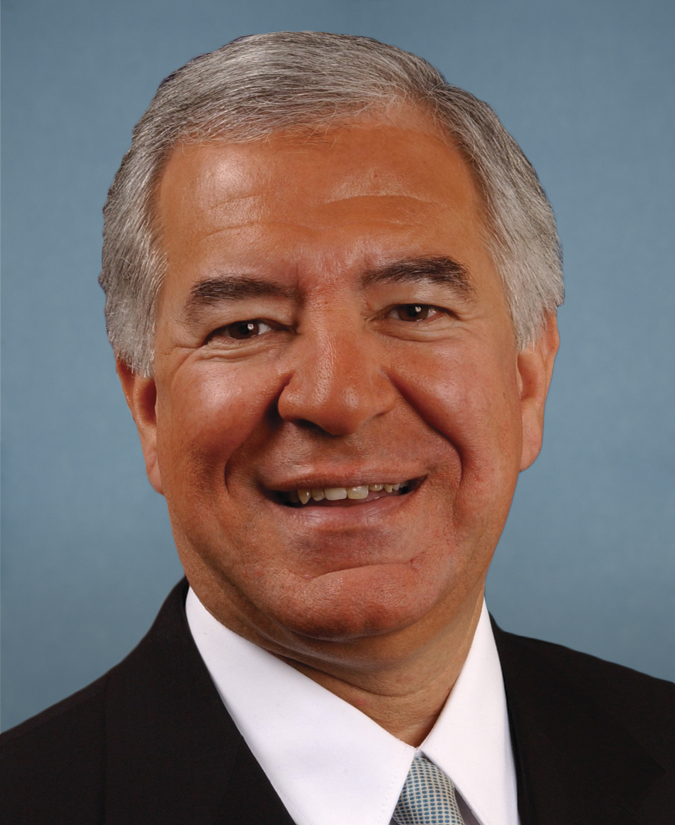
Nick Rahall

Nick Joe Rahall II (* 20. Mai 1949 in Beckley, West Virginia) ist ein US-amerikanischer Politiker. Von 1977 bis 2015 vertrat er den Bundesstaat West Virginia im US-Repräsentantenhaus, bis 1993 im vierten, seitdem im dritten Kongresswahlbezirk.

## Werdegang
Nick Rahall besuchte die Woodrow Wilson High School in seinem Geburtsort Beckley und danach bis 1971 die Duke University in Durham (North Carolina). Bis 1972 setzte er seine Ausbildung an der George Washington University in der Bundeshauptstadt Washington fort. Politisch wurde er Mitglied der Demokratischen Partei. Zwischen 1971 und 1974 war er Mitarbeiter von US-Senator Robert Byrd. Im Jahr 1972 war er Delegierter zur Democratic National Convention in Miami Beach.
Bei der Wahl 1976 wurde Rahall im vierten Kongresswahlbezirk West Virginias in das US-Repräsentantenhaus gewählt, wo er am 3. Januar 1977 die Nachfolge von Ken Hechler antrat und in den folgenden 18 Wahlen bestätigt wurde. Da im Jahr 1992 die Wahlbezirke in West Virginia neu eingeteilt wurden, repräsentierte er ab dem 3. Januar 1993 den neuformierten dritten Distrikt; Bob Wise wechselte dafür in den zweiten Bezirk. Er wurde 2007 Vorsitzender des Committee on Natural Resources und war Mitglied und stellvertretender Vorsitzender des Ausschusses für Transport und Infrastruktur. Außerdem war er in drei Unterausschüssen vertreten.
Bei der Wahl 2014 scheiterte er beim Versuch der erneuten Wiederwahl am Republikaner Evan Jenkins und schied am 3. Januar 2015 aus dem Kongress aus. Er war 38 Jahre lang ununterbrochen Kongressmitglied, länger als jeder andere Abgeordnete aus West Virginia.
Rahall gilt als moderater und eher konservativer Demokrat.
Nick Rahall ist verheiratet. Privat lebt er in seinem Geburtsort Beckley.